# Jawor (district)
Jawor (powiat jaworski) is een Pools district (powiat) in de woiwodschap Neder-Silezië. Het district heeft een oppervlakte van 581,25 km² en telt 51.796 inwoners (2014).

## Gemeenten
Het district omvat zes gemeenten, waarvan één stadsgemeente, één stads- en landgemeente en vier landgemeenten.
Stadsgemeente:
- Jawor (Jauer)

Stads- en landgemeente:
- Bolków (Bolkenhain)

Landgemeenten:
- Męcinka (Herrmannsdorf)
- Mściwojów (Profen)
- Paszowice (Poischwitz)
- Wądroże Wielkie (Groß Wandriß)

Stadsdistricten:
Wrocław · Jelenia Góra · Legnica · Wałbrzych

Districten:
Bolesławiec · Dzierżoniów · Głogów · Góra · Jawor · Kamienna Góra · Karkonosze · Kłodzko · Legnica · Lubań · Lubin · Lwówek Śląski · Milicz · Oleśnica · Oława · Polkowice · Środa Śląska · Strzelin · Świdnica · Trzebnica · Wałbrzych · Wołów · Wrocław · Ząbkowice Śląskie · Zgorzelec · Złotoryja

Grootste steden:
Bielawa · Bolesławiec · Dzierżoniów · Głogów · Jelenia Góra · Legnica · Lubin · Oleśnica · Świdnica · Wałbrzych · Wrocław · Zgorzelec